# Административно-территориальное деление Владимирской области

## Административно-территориальное устройство

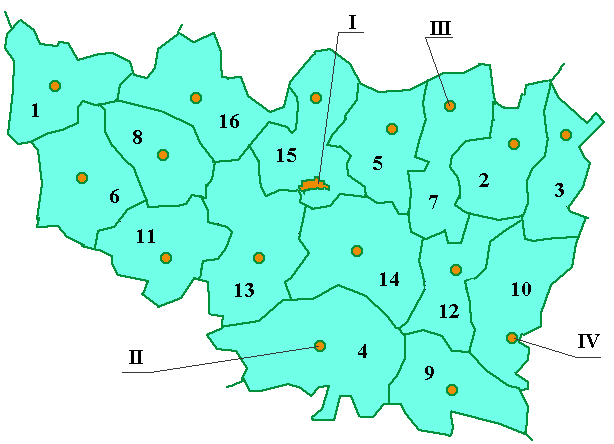
I — Владимир, II — Гусь-Хрустальный, III — Ковров, IV — Муром.

Согласно Уставу Владимирской области и Закону «Об административно-территориальном устройстве Владимирской области», субъект РФ включает следующие районные административно-территориальные образования:
- 4 города областного значения,
- 1 закрытое административно-территориальное образование (ЗАТО) город Радужный,
- 16 районов.

## Муниципальное устройство
В рамках муниципального устройства области, в границах административно-территориальных единиц Владимирской области всего образовано 127 муниципальных образований:
- 5 городских округов,
- 16 муниципальных районов,
  - 26 городских поселений,
  - 80 сельских поселений.

## Районы и города (городские округа)
| №         | Флаг | Герб | Название                      | Площадь, км² | Место по площади | Население, чел. (2021 г.) | Место по населению | Админ. центр           |
| --------- | ---- | ---- | ----------------------------- | ------------ | ---------------- | ------------------------- | ------------------ | ---------------------- |
| 1e-06     |      |      | Округ (муниципальные округи ) |              |                  |                           |                    |                        |
| 1         |      |      | Александровский               | 1 834        | 6                | ↗105 927                  | 1                  | город Александров      |
| 2         |      |      | Вязниковский                  | 2 252        | 3                | ↗71 015                   | 2                  | город Вязники          |
| 3         |      |      | Гороховецкий                  | 1 487        | 10               | ↗20 870                   | 14                 | город Гороховец        |
| 4         |      |      | Гусь-Хрустальный              | 4 370        | 1                | ↗40 609                   | 7                  | город Гусь-Хрустальный |
| 5         |      |      | Камешковский                  | 1 090        | 15               | ↗30 862                   | 13                 | город Камешково        |
| 6         |      |      | Киржачский                    | 1 135        | 14               | ↗38 768                   | 9                  | город Киржач           |
| 7         |      |      | Ковровский                    | 1 817        | 7                | ↘30 174                   | 12                 | город Ковров           |
| 8         |      |      | Кольчугинский                 | 1 148        | 13               | ↘49 656                   | 5                  | город Кольчугино       |
| 9         |      |      | Меленковский                  | 2 221        | 4                | ↗32 701                   | 11                 | город Меленки          |
| 10        |      |      | Муромский                     | 1 050        | 16               | ↘15 013                   | 16                 | город Муром            |
| 11        |      |      | Петушинский                   | 1 692        | 8                | ↘59 680                   | 3                  | город Петушки          |
| 12        |      |      | Селивановский                 | 1 388        | 12               | ↘17 201                   | 15                 | пгт Красная Горбатка   |
| 13        |      |      | Собинский                     | 1 524        | 9                | ↘50 883                   | 4                  | город Собинка          |
| 14        |      |      | Судогодский                   | 2 300        | 2                | ↘35 529                   | 8                  | город Судогда          |
| 15        |      |      | Суздальский                   | 1 479        | 11               | ↗46 084                   | 6                  | город Суздаль          |
| 16        |      |      | Юрьев-Польский                | 1 910        | 5                | ↘31 961                   | 10                 | город Юрьев-Польский   |
| 16.000002 |      |      | Города (городские округа)     |              |                  |                           |                    |                        |
| 17        |      |      | город Владимир                | 308,0        | 1                | ↘344 242                  | 1                  | город Владимир         |
| 18        |      |      | город Гусь-Хрустальный        | 43,0         | 5                | ↘53 555                   | 4                  | город Гусь-Хрустальный |
| 19        |      |      | город Ковров                  | 57,4         | 3                | ↘127 831                  | 2                  | город Ковров           |
| 20        |      |      | город Муром (округ Муром)     | 43,8         | 4                | ↘114 987                  | 3                  | город Муром            |
| 20.000003 |      |      | ЗАТО (городской округ)        |              |                  |                           |                    |                        |
| 21        |      |      | город Радужный (ЗАТО)         | 113,2        | 2                | ↘17 569                   | 5                  | город Радужный         |

1. 1 2 3  Не входит в состав района

## Городские и сельские поселения
Ниже представлен перечень городских и сельских поселений, распределённых по муниципальным районам области.

### Александровский округ
Городские поселения:
1. Город Александров
2. Город Карабаново
3. Город Струнино
4. Посёлок Балакирево

Сельские поселения:
1. Андреевское
2. Каринское
3. Краснопламенское
4. Следневское

### Вязниковский район
Городские поселения:
1. Город Вязники
2. Посёлок Мстёра
3. Посёлок Никологоры

Сельские поселения:
1. Октябрьское
2. Паустовское
3. Сарыевское
4. Стёпанцевское

### Гороховецкий район
Городские поселения:
1. Город Гороховец

Сельские поселения:
1. Денисовкое
2. Куприяновское
3. Фоминское

### Гусь-Хрустальный район
Городские поселения:
1. Город Курлово

Сельские поселения:
1. Григорьевское
2. Демидовское
3. Краснооктябрьское
4. Купреевское
5. Посёлок Анопино
6. Посёлок Великодворский
7. Посёлок Добрятино
8. Посёлок Золотково
9. Посёлок Иванищи
10. Посёлок Красное Эхо
11. Посёлок Мезиновский
12. Посёлок Уршельский
13. Уляхинское

### Камешковский район
Городские поселения:
1. Город Камешково

Сельские поселения:
1. Брызгаловское
2. Вахромеевское
3. Второвское
4. Пенкинское
5. Сергеихинское

### Киржачский район
Городские поселения:
1. Город Киржач

Сельские поселения:
1. Горкинское
2. Кипревское
3. Першинское
4. Филипповское

### Ковровский район
Городские поселения:
1. Посёлок Доброград
2. Посёлок Мелехово

Сельские поселения:
1. Ивановское
2. Клязьминское
3. Малыгинское
4. Новосельское

Законами Владимирской области от 28 марта 2022 года №№ 14-ОЗ, 15-ОЗ из Новосельского сельского поселения было выделено городское поселение посёлок Доброград и через это сам посёлок был наделён статусом городского населённого пункта.

### Кольчугинский район
Городские поселения:
1. Город Кольчугино

Сельские поселения:
1. Бавленское
2. Есиплевское
3. Ильинское
4. Раздольевское

### Меленковскийокруг
Городские поселения:
1. Город Меленки

Сельские поселения:
1. Бутылицкое
2. Даниловское
3. Денятинское
4. Дмитриевогорское
5. Илькинское
6. Ляховское
7. Тургеневское

### Муромский район
Сельские поселения:
1. Борисоглебское
2. Ковардицкое

### Петушинский район
Городские поселения:
1. Город Костерёво
2. Город Покров
3. Город Петушки
4. Посёлок Вольгинский
5. Посёлок Городищи

Сельские поселения:
1. Нагорное
2. Пекшинское
3. Петушинское

### Селивановский район
Городские поселения:
1. Посёлок Красная Горбатка

Сельские поселения:
1. Волосатовское
2. Малышевское
3. Новлянское
4. Чертковское

### Собинский район
Городские поселения:
1. Город Лакинск
2. Город Собинка
3. Посёлок Ставрово

Сельские поселения:
1. Асерховское
2. Березниковское
3. Воршинское
4. Колокшанское
5. Копнинское
6. Куриловское
7. Рождественское
8. Толпуховское
9. Черкутинское

### Судогодский район
Городские поселения:
1. Город Судогда

Сельские поселения:
1. Андреевское
2. Вяткинское
3. Головинское
4. Лавровское
5. Мошокское
6. Муромцевское

### Суздальский район
Городские поселения:
1. Город Суздаль

Сельские поселения:
1. Боголюбовское
2. Новоалександровское
3. Павловское
4. Селецкое

### Юрьев-Польский район
Городские поселения:
1. Город Юрьев-Польский

Сельские поселения:
1. Красносельское
2. Небыловское
3. Симское

## История административно-территориального деления области
- 14 августа 1944 года была образована Владимирская область. В её состав вошли 7 городов областного подчинения: Владимир, Александров, Вязники, Гусь-Хрустальный, Ковров, Кольчугино, Муром и 23 района: Александровский, Владимирский, Вязниковский, Гороховецкий, Гусь-Хрустальный, Камешковский, Киржачский, Ковровский, Кольчугинский, Курловский, Меленковский, Небыловский, Никологорский, Селивановский, Собинский, Струнинский, Судогодский, Суздальский, Юрьев-Польский районы (переданы из состава Ивановской области); Ляховский, Муромский, Фоминский районы (из состава Горьковской области) и Петушинский район из состава Московской области.
- 26 марта 1945 года были образованы Покровский и Ставровский районы.
- 30 августа 1948 года упразднены Александровский и Кольчугинский районы.
- В 1959 и 1960 годах упразднены Фоминский и Покровский районы соответственно.
- В феврале 1963 года упразднены Курловский, Ляховский, Небыловский, Никологорский, Петушинский, Селивановский, Ставровский, Суздальский районы. Гороховецкий, Камешковский, Киржачский, Судогодский преобразованы в промышленные районы. Из Гусь-Хрустального района выделен Гусевский промышленный район. Город Собинка отнесен к категории городов областного подчинения.
- 4 марта 1964 года Собинский разделен на Петушинский и Ставровский районы.
- 21 июля 1964 года упразднены Гороховецкий и Гусевский промышленные районы.
- 12 января 1965 года Владимирский район переименован в Суздальский, Ставровский район переименован в Собинский, Струнинский район переименован в Александровский; образованы Гороховецкий, Кольчугинский, Селивановский районы; Камешковский, Киржачский, Судогодский промышленные районы преобразованы в сельские.
- 30 мая 1969 года город Суздаль отнесен к категории городов областного подчинения.
- 2 декабря 1991 года посёлок закрытого типа Владимир-30 получил статус города областного подчинения Радужный.
- 29 января 1998 года Радужный был наделён статусом ЗАТО.
- В 1998 году сельсоветы были преобразованы в сельские округа.
- В 2000—2001 годах в результате объединения городов и районов как муниципальных образования были образованы как муниципальные образования округа: Кольчугино (6 марта 2000 года), Вязники (24 октября 2001 года), Муром (11 декабря 2001 года), Александров (26 декабря 2001 года)
- В результате проведения реформы местного самоуправления в 2004—2005 годах были образованы городские округа — город Владимир, город Гороховец, город Гусь-Хрустальный, город Камешково, город Киржач, город Ковров, посёлок Красная Горбатка, округ Кольчугино, город Меленки, округ Муром, ЗАТО г. Радужный, город Юрьев-Польский — и муниципальные районы — округ Александров, округ Вязники, Гусь-Хрустальный район, Ковровский район, Петушинский район, Собинский район, Судогодский район, Суздальский район, Юрьев-Польский район.
- В мае 2005 года серией законов, которые отменили или уточнили действие предыдущих, в составе Владимирской области были образованы 5 городских округов — город Владимир, город Гусь-Хрустальный, город Ковров, округ Муром, ЗАТО г. Радужный — и 16 муниципальных районов.